# Majdan Wielki (powiat hrubieszowski)
Majdan Wielki – wieś w Polsce położona w województwie lubelskim, w powiecie hrubieszowskim, w gminie Trzeszczany. Leży 6 kilometrów na zachód od wsi Trzeszczany, 16 km na zachód od Hrubieszowa i 90 na południowy wschód od Lublina.
W latach 1975–1998 miejscowość należała administracyjnie do województwa zamojskiego.
Wieś jest sołectwem w gminie Trzeszczany. Według Narodowego Spisu Powszechnego (III 2011 r.) liczyła 136 mieszkańców i była ósmą co do wielkości miejscowością gminy.
Wierni Kościoła rzymskokatolickiego należą do parafii Trójcy Przenajświętszej i Narodzenia Najświętszej Maryi Panny w Trzeszczanach.